# (2420) Čiurlionis
(2420) Čiurlionis es un asteroide perteneciente al cinturón de asteroides, descubierto el 3 de octubre de 1975 por Nikolái Stepánovich Chernyj desde el Observatorio Astrofísico de Crimea (República de Crimea).

## Designación y nombre
Designado provisionalmente como 1975 TN. Fue nombrado Čiurlionis en honor al pintor y compositor lituano Mikalojus Konstantinas Čiurlionis.